# Cinquera
Cinquera es un distrito de la Ciudad Cabañas Oeste, del departamento de Cabañas, El Salvador. Tiene una población de 2.096 habitantes para el año 2024. de acuerdo al VII Censo de Población y Vivienda.

## Historia
Durante el siglo XVIII, fue constituida la aldea de Cinquera en la hacienda San Nicolás de la familia Ávalos, por la cual pasaba el Camino Real de Partidas desde San Salvador con rumbo a Suchitoto. De acuerdo a una versión, una comerciante estableció su puesto en la localidad donde admitía la moneda «cinco de cacao», razón por la cual a su negocio se le denominó «casa de la cinquera». Sin embargo, esta historia es desmentida por su topónimo Lenca que significa «Cerro o Lugar de Piedras y Pacayas». 
El poblado fue parte del departamento de San Salvador en 1824, y en 1835 de Cuscatlán, como parte del distrito de Suchitoto. En 1847 fue erigido como pueblo con el nombre de San Nicolás Cinquera, siendo anexado a Cabañas en 1873. 
El alcalde electo para el año de 1863 era el señor don Gregorio de Paz.

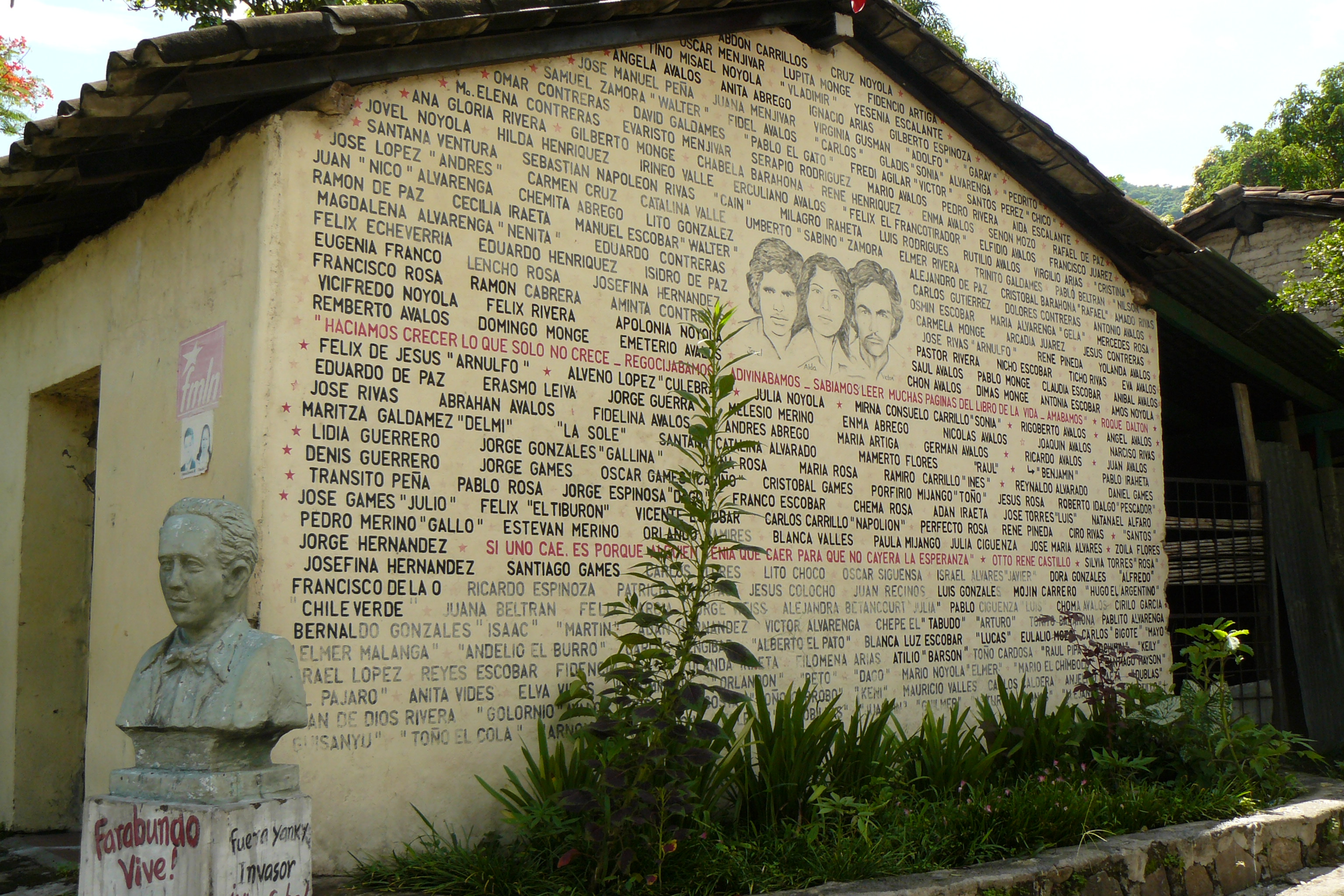
Mural en honor a los fallecidos en Cinquera durante el conflicto.

Cinquera sufrió los embates de la guerra civil de El Salvador en los años 1980 que obligó a la mayoría de sus pobladores a marcharse de la localidad.

## Información general
El distrito cubre un área de 34,51 km² y la cabecera tiene una altitud de 380 m s. n. m. Las fiestas patronales se celebran en el mes de diciembre en honor a San Nicolás Obispo. En el mes de febrero, hay otra fiesta que lleva el nombre de Romería de Cinquera.

## Política
El distrito de Cinquera es gobernado por el alcalde Lorenzo Rivas del partido Gran alianza nacional (GANA)

### Resultados de elecciones municipales en Cinquera
2021
|  | 53.20 % |

|  | 39.06 % |

|  | 7.65 % |

|  | 0.09 % |

|  | 72.14 % |

2018
|  | 53.78 % |

|  | 43.83 % |

|  | 2.39 % |

|  | 72.61 % |

2015
|  | 55.20 % |

|  | 40.43 % |

|  | 3.21 % |

|  | 1.17 % |

|  | 0.00 % |

|  | 0.00 % |

|  | 81.54 % |

2012
|  | 49.45 % |

|  | 45.14 % |

|  | 3.20 % |

|  | 1.88 % |

|  | 0.33 % |

|  | 86.02 % |

2009
|  | 50.56 % |

|  | 47.50 % |

|  | 1.11 % |

|  | 0.42 % |

|  | 0.42 % |

|  | 80.24 % |

2006
|  | 47.80 % |

|  | 27.73 % |

|  | 24.47 % |

|  | 81.81 % |

2003
|  | 49.79 % |

|  | 21.48 % |

|  | 15.34 % |

|  | 12.97 % |

|  | 0.42 % |

|  | 76.50 % |